# サーデ・ボリューム2
『Saade Vol.2』 (サーデ・ボリューム2） は、2011年11月30日発売のエリック・サーデの3枚目のスタジオアルバム。
日本では輸入盤のみ購入可能。

スウェーデンではプラチナ・ディスクに認定されている。

## 概要
前作に引き続き、スウェーデンで1位のヒットを記録したものの、シングル曲の少なさや話題性の少なさも影響し、フィンランドでは順位を大きく落とした。

## 収録曲
1. スカイ・フォールズ・ダウン feat. J-Son "Sky Falls Down" feat. J-Son
2. ロケット・サイエンス "Rocket Science"
3. ホッター・ザン・ファイア feat. DEV "Hotter Than Fire" feat. DEV
  - 6枚目のシングル。アメリカの人気ラッパー・Devをフィーチャーした楽曲。
4. ラブ・イズ・コーリング "Love Is Calling"
5. クラッシュド・オン・ザ・ダンス・フロア "Crashed on the Dance Floor"
6. エクスプロージブ・ラブ "Explosive Love"
7. バックシート "Backseat"
8. フィール・アライブ "Feel Alive"
9. フィンガープリンツ "Fingerprints"
10. ウィズアウト・ユー・アイム・ナッシング "Without You I'm Nothing"
  - プロモーションシングル。